# Ceropegia tomentosa
Ceropegia tomentosa är en oleanderväxtart som beskrevs av Rudolf Schlechter. Ceropegia tomentosa ingår i släktet Ceropegia och familjen oleanderväxter. Inga underarter finns listade i Catalogue of Life.